# 小宅世人
小宅 世人（おやけ さんと、1998年9月29日 - ）は、文化放送のアナウンサー。神奈川県横浜市出身。

## 人物
世人（さんと）という名前は、両親によりバヌアツ共和国のサント島から名付けられた。
小さい頃からプロ野球が大好きで球場にもよく足を運んでいた。
小学生のころからバスケットボールを13年間続け、法政大学第二高等学校時代はインターハイに出場した。
法政大学3年生の時にプロ野球実況のアナウンサーという職業に興味を持ち、スポーツの魅力を視聴者に120％伝える仕事がしたくてアナウンサーを志した。2021年、アナウンサーとして中国放送に入社した。2023年4月23日の広島対DeNA戦（マツダ）でのラジオ中継で公式戦実況デビュー、翌2024年9月28日の広島対巨人戦（マツダ）でテレビ実況デビューを果たした。
テレビ朝日アスク出身。
イマナマ!のコーナー「旅する特命観光課」を初代の伊東平から受け継いで温泉でふんどし姿を披露している。
自ら大食いとしているが、リポーター先で頼んだデカ盛りを食べきれなかったことがある。
実家で「ぽんた」「モモ」と名付けた2匹の犬を飼っている愛犬家である。
2025年3月27日、『夕暮れ全力タイムズ ラジオポストマン!』の番組中で、中国放送を退職、4月から文化放送へ移籍することを発表した。正社員アナウンサーでスポーツ実況経験者の中途採用は、東海ラジオ放送から移籍した鈴木光裕以来、新卒採用も含めると高橋将市以来となる。

## 出演

### 「文化放送アナウンサー」としての出演番組
- 『くにまる食堂フライデー ～どうした!? 一蔵!〜』- 「今日のアラカルト」コーナー（中継担当）
- 文化放送ライオンズナイター（月 - 金曜日）・土・日曜NRNナイター（裏送り）（いずれも実況・ベンチリポート）
  - ABCフレッシュアップベースボール（朝日放送ラジオ、火 - 木・土・日曜）・MBSベースボールパーク（MBSラジオ、月・金曜）・TOKAI RADIO ガッツナイター（東海ラジオ、土・日曜）・RCCカープナイター（中国放送、土・日曜）・HBCファイターズナイター（北海道放送、火 - 金曜）・RKBエキサイトホークス（RKB毎日放送、月 - 金曜）などへの裏送り（各局からの委託制作）も担当。

## 過去の出演
テレビ
- イマナマ! コーナー「旅する特命観光課→キキコミ!観光課」（2021年10月 - 2025年3月）
- イマナマ! スポーツコーナー木曜（2021年 - 2024年9月）
- イマナマ! スポーツコーナー金曜（2024年10月 - 2025年3月）
- 選挙の日2022 広島選挙区（2022年7月10日）- 三上絵里選挙事務所から報告
- カープ緊急特番! 大瀬良大地ノーヒットノーラン達成おめでとう!（2024年6月8日 ）- リポーター
- 鈴木福のミミヨリ!ひろしま（2024年7月21日）
- RCC台風10号最新情報（2024年8月30日）- リポーター

ラジオ
- RCCカープナイター（2021年- 2024年）
- 夕刊Genadey
- 水曜担当（2021年10月27日 - 2022年3月23日、2023年10月4日 - 2024年3月27日）
- 金曜担当（2022年9月30日 - 2023年3月24日）
- 夕暮れ全力タイムズ ラジオポストマン!(2024年10月4日 - 2025年3月27日)
- 夕刊Genadeyおそばん（2022年3月30日 - 9月23日）- 不定期出演
- ～沼れ!魚沼産～お米だヨ!全員集合（2024年11月24日）